# Sargocentron marisrubri
Sargocentron marisrubri är en fiskart som beskrevs av Randall, Golani och Diamant, 1989. Sargocentron marisrubri ingår i släktet Sargocentron och familjen Holocentridae. Inga underarter finns listade i Catalogue of Life.